# Tatsuya Morita
Tatsuya Morita (守田 達弥 Morita Tatsuya?), född 3 augusti 1990 i Chiba prefektur, är en japansk fotbollsspelare.
Morita började sin karriär 2009 i Kyoto Sanga FC. Efter Kyoto Sanga FC spelade han för Kataller Toyama, Albirex Niigata, Matsumoto Yamaga FC och Sagan Tosu.